# استعفا
کناره‌گیری یا استعفا به درخواست داوطلبانه یا به ظاهر داوطلبانه فرد یا گروهی از افراد برای رها کردن رسمی شغل، منصب، سمت یا هر جایگاه دیگرشان گفته می‌شود.
اما  کناره‌گیری شامل اتمام یک دوره کاری یا عدم انتخاب در دوره مجدد نمی‌گردد.

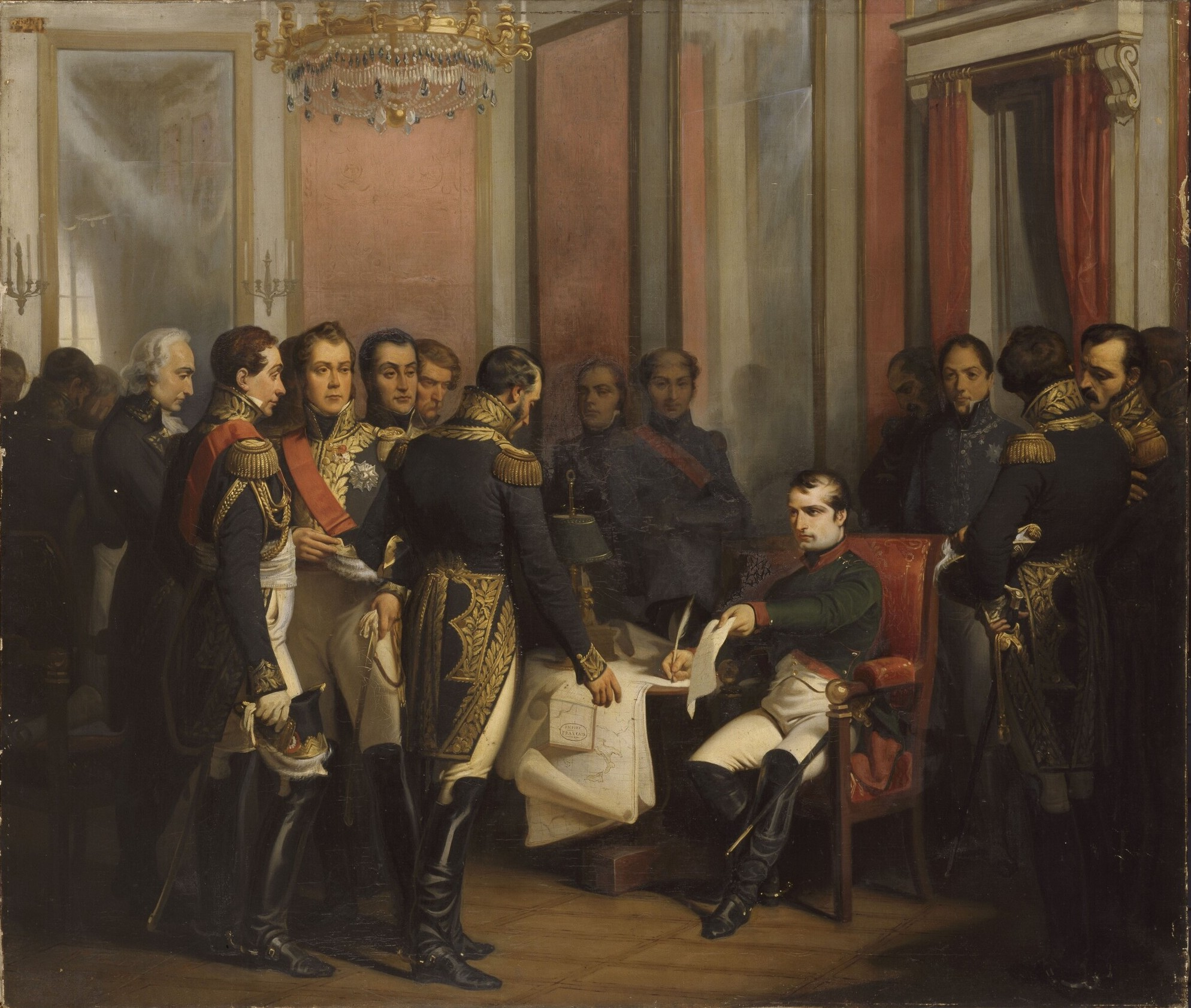
نخستین کناره‌گیری ناپلئون، در کاخ فونتن‌بلو در تاریخ ۴ آوریل ۱۸۱۴ میلادی امضاء شد.

## انواع کناره‌گیری
1. کناره‌گیری داوطلبانه : گونه ای از کناره‌گیری  است که فرد به‌صورت داوطلبانه و بدون آنکه تحت فشار از سوی مقامات بالاتر یا افکار عمومی باشد اقدام به آن می‌نماید.
2. کناره‌گیری تحت فشار: در این نوع کناره‌گیری معمولاً شخص به‌طور فزاینده ای تحت فشار از سوی جریانی شامل افکار عمومی یا مقامات ارشدتر برای استعفا می‌باشد.
3. کناره‌گیری اجباری: تفاوت آن با کناره‌گیری تحت فشار در آن است که در این نوع استعفا، شخص نه بخاطر فشار دیگران، بلکه با دستور مستقیم مقامات ارشدتر مجبور به انجام عمل کناره‌گیری می‌گردد. در واقع می‌شود آن را نوعی برکناری محترمانه تلقی کرد.
4. کناره‌گیری فریبکارانه: در این نوع کناره‌گیری شخص با انجام کناره‌گیری ظاهری و گاهی تنها بیان آن اقدام به فریب افکار برای کاستن از فشار بر خود می‌کند معمولاً در این نوع کناره‌گیری، مقامات ارشدتر با آن مخالفت می‌کنند.

## دلایل کناره‌گیری
- کمبود فرصت برای پیشرفت در شغل یا وظیفه محوله
- فراهم شدن فرصت‌های  شغلی بهتر
- عدم تمایل یا توانایی برای تطبیق با فرهنگ شغلی یا محل کار
- امنیت کم شغلی
- تهدیدهای دیگران (شامل محیط کار یا خارج از محیط کار )
- درآمدهای‌های ناچیز شغلی
- کمبود امکانات برای انجام وظایف
- عدم توانایی در برآوردن انتظارات مقامات ارشدتر و فشار از جانب آنان
- عدم برآورده شدن انتظارات یا وعده های داده شده به شخص[۲]

## کناره‌گیری های مشهور در ایران
1. کناره‌گیری رضا شاه از سلطنت[۳]
2. کناره‌گیری محمد مصدق از نخست‌وزیری[۴]
3. کناره‌گیری مهدی بازرگان از نخست‌وزیری دولت موقت[۵]
4. کناره‌گیری جمعی از بازیکنان تیم ملی فوتبال در دوران مربیگری پرویز دهداری[۶]
5. کناره‌گیری پرویز دهداری از مربیگری تیم ملی[۷]
6. کناره‌گیری سید محمد خاتمی از وزارت فرهنگ و ارشاد اسلامی[۸]
7. کناره‌گیری سید مهدی رحمتی از تیم ملی[۹]
8. کناره‌گیری ظریف از وزارت خارجه و تکذیب آن[۱۰]

## کناره‌گیری مشهور در جهان
- کناره‌گیری ناپلئون بناپارت از امپراتوری فرانسه[۱۱]
- رسوایی واترگیت و کناره‌گیری نیکسون[۱۲]
- کناره‌گیری میخائیل گورباچوف از ریس جمهوری اتحاد جماهیر شوروی[۱۳]
- کناره‌گیری فیدل کاسترو از قدرت[۱۴]
- کناره‌گیری حسنی مبارک از ریاست جمهوری مصر[۱۵]